# Karpathos (regionální jednotka)
Karpathos (řecky Περιφερειακή ενότητα Καρπάθου) je jednou z 13 regionálních jednotek kraje Jižní Egeis v Řecku. Zahrnuje území obydlených ostrovů Karpathos, Kasos, Saria a menším okolních neobydlených ostrovů v souostroví Dodekany. Hlavním městem je Karpathos. Břehy omývá Egejské moře.

## Administrativní dělení
Regionální jednotka Karpathos se od 1. ledna 2011 člení na 2 obce, které odpovídají hlavním obydleným ostrovům:

Poloha ostrovů Karpathos (1) a Kasos (2)

| číslo na mapce | Obec      | řecky          | rozloha (km²) | počet obyvatel | hustota zalidnění | sídlo obce |
| -------------- | --------- | -------------- | ------------- | -------------- | ----------------- | ---------- |
| 1              | Karpathos | Δήμος Καρπάθου | 324,7         | 6 226          | 19,17             | Karpathos  |
| 2              | Kasos     | Δήμος Κάσου    | 69,5          | 1 084          | 15,60             | Fry        |